# Сон Си Бэк
Сон Си Бэк (кор. 성시백, 成始柏, англ. Sung Si-Bak, род.18 февраля 1987 года в Сеуле) — южнокорейский шорт-трекист, 3-хкратный чемпион мира, двукратный серебряный призёр Олимпийских игр. Окончил в 2012 году Университет Ёнсе в Сеуле на факультете спортивной психологии (магистр).

## Спортивная карьера
Сон Си Бэк начал кататься на коньках в начальной школе по просьбе своих родителей, которые надеялись, что это поможет ему стать сильнее. Он также пробовал разные виды спорта, в том числе бейсбол, но остановился на коньках. В 3-м классе начальной школы занялся шорт-треком Он почти бросил спорт, чтобы продолжить учебу, но решил продолжить обучение в качестве профессионального конькобежца за команду мэрии Йонъин.
С первого года обучения в средней школе он страдал от болезни под названием «хроническая недостаточность голеностопного сустава». Из-за неоднократных тренировок и столкновений связки были растянуты и повреждены, а поскольку регулярно тренировался, он не восстанавливался должным образом. Проблема заключалась не только в кости лодыжки, но и в том, что трудно правильно тренировать мышцы, потому что они постоянно болели и воспалялись.
Сон Си Бэ выиграл бронзовую медаль в беге на 1000 м на 16-м Национальном чемпионате по шорт-треку в марте 2002 года, после чего стал известен всей стране. В декабре 2002 года занял 3-е место в общем зачете на национальном чемпионате во время учебы в средней школе Кёнгидо и был выбран в национальную сборную. В январе 2003 года стал бронзовым призёром в личном многоборье и выиграл золото в эстафете на чемпионате мира среди юниоров в Будапеште. 
В 2005 году завоевал две золотых медали зимней Универсиады в Инсбруке, а весной выбыл из национальной сборной 2005 года, и не попал на Олимпиаду 2006 года. В апреле выиграл в беге на 500 м и 3000 м на 21-м Национальном чемпионате, занял 1-е место и право на участие в соревнованиях национальной сборной. Однако он остался на 6-м месте в отборе представителей Азиатских игр в Чанчуне, состоявшемся в сентябре 2006 года, и остался на 5-м месте в квалификации национальной сборной. 
В начале 2007 года на зимней Универсиаде в Турине стал обладателем уже пяти золотых наград. После этого его снова отобрали в сборную. В марте Сон Си Бэк завоевал золотую медаль в эстафете на чемпионате мира в Милане и серебряную  на чемпионате мира среди команд в Будапеште.
В 2008 году он стал обладателем золотой медали на чемпионате мира в Канныне и бронзовой на чемпионате мира среди команд в Харбине. В 2009 году стал обладателем золотой медали чемпионате мира среди команд в Херенвене. В апреле прошёл отбор в национальную сборную на 24-м Национальном чемпионате и попал на Олимпиаду в составе команды.
В 2010 году на Олимпийских играх в Ванкувере в беге на 1500 м, когда финишная черта была всего в нескольких метрах впереди, Ли Хо Сок из-за необоснованного внутреннего обгона заставил его упасть и он упустил подиум, заняв 5-е место. В беге на 500 м упал от толчка Аполо Антон Оно и занял 3-е место, но Оно, занявший 2-е место, был дисквалифицирован и Сон получил серебряную медаль. В финале эстафеты он выиграл свою вторую серебряную медаль.
В 2011 году Сон Си Бэк завоевал золотую и бронзовую медали зимних Азиатских игр. 1 апреля 2012 года он объявил об уходе из шорт-трека. В 2014 году он поступил на программу докторантуры по спортивной психологии в Университете штата Флорида с новой мечтой стать ученым.

## Государственные награды
- Орден «За спортивные заслуги» 2 класса Республики Корея — орден Отважного тигра (14 октября 2022)